# یک لحظه جدایی
یک لحظه جدایی (به هندی: Yeh Lamhe Judaai Ke) فیلمی محصول سال ۲۰۰۴ و به کارگردانی بریندرا نات تیواری است. در این فیلم بازیگرانی همچون شاهرخ خان، راوینا تاندون، موهنیش باهل، ناونت نیشان، کیران کومار ایفای نقش کرده‌اند.